# 利西克利尼翁
利西克利尼翁（法語：Licy-Clignon，法語發音：[lisi kliɲɔ̃]）是法国上法蘭西大區埃纳省的一个市镇，属于蒂耶里堡区。

## 地理
利西克利尼翁（49°6'1"N, 3°16'26"E）面积4.09 平方千米，位于法国上法蘭西大區埃纳省，该省份为法国北部内陆省份，北起北部省，西接索姆省和瓦兹省，东临阿登省和马恩省，西南至塞纳-马恩省，东北部与比利时接壤。
与利西克利尼翁接壤的市镇（或旧市镇、城区）包括：贝洛、比西亚尔、库尔尚、欧特韦讷、蒙捷、瓦卢瓦地区托尔西。
利西克利尼翁的时区为UTC+01:00、UTC+02:00（夏令时）。

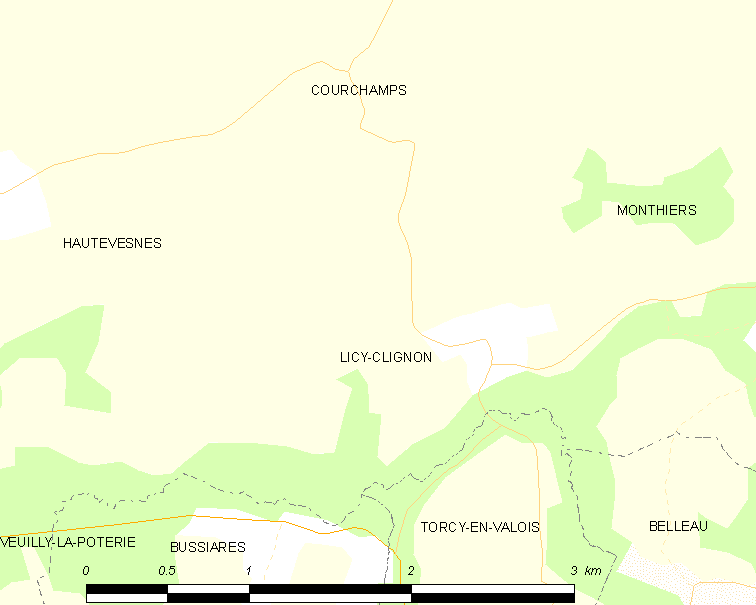
利西克利尼翁的OSM定位图

## 行政
利西克利尼翁的邮政编码为02810，INSEE市镇编码为02428。

## 政治
利西克利尼翁所属的省级选区为维莱科特雷县。

## 人口

1962-2008年间利西克利尼翁人口变化图示

利西克利尼翁于2022年1月1日时的人口数量为70人。